# Faye Dunaway
Dorothy Faye Dunaway (n. 14 ianuarie 1941, Bascom⁠(d), Florida, SUA) este o actriță americană.  A jucat în câteva spectacole de teatru (1962-1967). A primit numeroase distincții, inclusiv un premiu Oscar, un premiu Primetime Emmy, trei premii Globul de Aur și un premiu BAFTA. În 2011, guvernul Franței a decorat-o Ofițer al Ordinului Artelor și Literelor.
Protectoare a vieții sale private, Dunaway acordă rar interviuri și face foarte puține apariții publice. După relații romantice cu Jerry Schatzberg și Marcello Mastroianni, Dunaway s-a căsătorit de două ori, mai întâi cu cântărețul Peter Wolf și apoi cu fotograful Terry O'Neill, cu care a adoptat un fiu, pe Liam.

## Filmografie selectivă

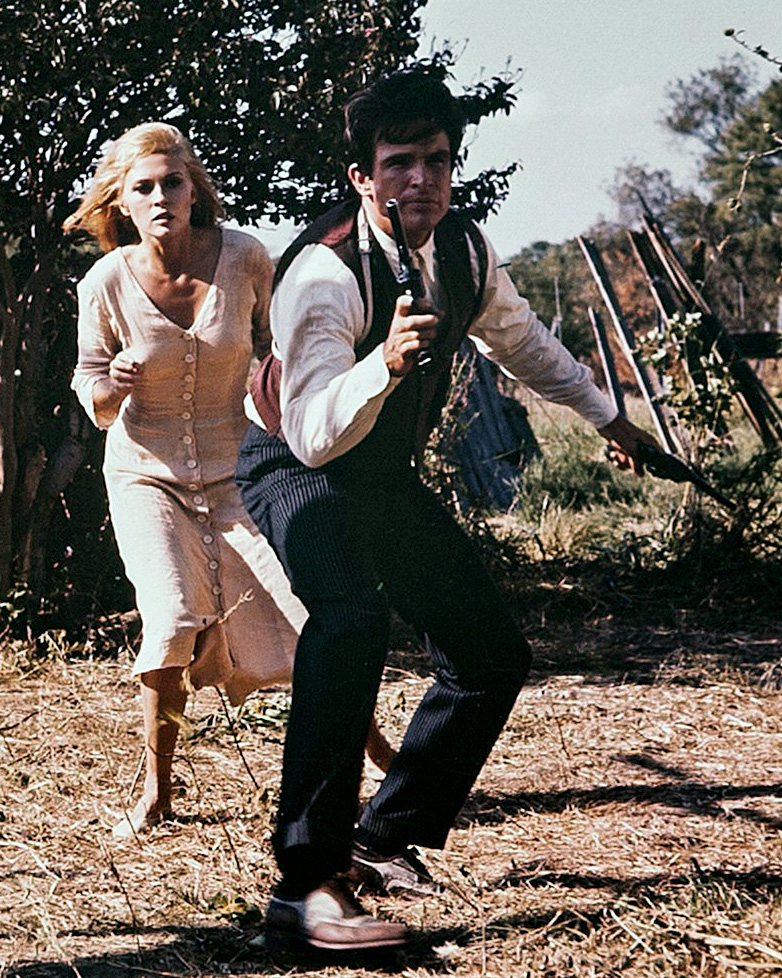
Faye Dunaway și Warren Beatty în Bonnie și Clyde (1967)

- 1967 Bonnie și Clyde, regizat de Arthur Penn, cu Warren Beatty
- 1970 Micul om mare, regia Arthur Penn
- 1973 Aurul negru din Oklahoma, regia Stanley Kramer
- 1973 Cei trei mușchetari, regia Richard Lester
- 1974 Cartierul chinezesc, regia Roman Polanski
- 1974 Infernul din zgârie-nori, regia John Guillermin
- 1974 Cei patru mușchetari, regia Richard Lester
- 1976 Rețeaua, regia Sidney Lumet
- 1978 Ochii Laurei Mars, regia Irvin Kershner
- 1980 Primul păcat mortal, regia Brian G. Hutton
- 1985 Treisprezece la cină, regia Lou Antonio
- 1995 Don Juan DeMarco, regia Jeremy Leven
- 1998 Gia, regia Michael Cristofer
- 1999 Aventură în doi, regia John McTiernan